# Zuhres
Zuhres (ukr. Зугрес) – miasto na Ukrainie w obwodzie donieckim. Od 2014 roku znajduje się pod kontrolą Donieckiej Republiki Ludowej.

## Demografia
- 2001 – 19 859
- 2006 – 19 000
- 2011 – 18 554
- 2014 – 18 474[1]